# Mutzeiger
Mutzeiger är en bergstopp i Österrike.   Den ligger i distriktet Imst och förbundslandet Tyrolen, i den västra delen av landet, 400 km väster om huvudstaden Wien. Toppen på Mutzeiger är 2 277 meter över havet.
Terrängen runt Mutzeiger är huvudsakligen bergig, men åt nordväst är den kuperad. Närmaste större samhälle är Imst, 9,7 km nordväst om Mutzeiger. 
Trakten runt Mutzeiger består i huvudsak av gräsmarker. Runt Mutzeiger är det ganska glesbefolkat, med 35 invånare per kvadratkilometer.